# Navneet Dhaliwal
Navneet Singh Dhaliwal (* 10. Oktober 1988 in Chandigarh, Indien) ist ein indischer Cricketspieler, der seit 2015 für die kanadische Nationalmannschaft spielt.

## Aktive Karriere
Dhaliwal spielte erstmals in der ICC World Cricket League Division Two 2015 für Kanada. Sein Twenty20-Debüt absolvierte er im August 2019 in der Amerika-Qualifikation für den Twenty20 World Cup gegen die Cayman Islands. Im Verlauf des Turniers erzielte er gegen die Vereinigten Staaten (54 Runs) und gegen die Cayman Islands (53* Runs). Beim ICC Men’s T20 World Cup Qualifier 2019 im Oktober erreichte er ein weiteres Fifty (69 Runs) gegen Irland. Bei der Amerika-Qualifikation für den Twenty20 World Cup im November 2021 erreichte er gegen belize (69* Runs) und Panama (65 Runs) je ein Fifty. Beim ICC Men’s T20 World Cup Global Qualifier Group A 2022 erzielte er 54* Ruins gegen Bahrain. Im Februar 2024 absolvierte er mit dem Team eine Tour in Nepal, wobei ihm ein Fifty über 50 Runs gelang. Daraufhin wurde er für den Kader für den ICC Men’s T20 World Cup 2024 nominiert.